# Concilio de Barcelona (599)
El II concilio de Barcelona se celebró en la iglesia de la Santa Cruz de esta ciudad el 1 de noviembre del año 599, durante el reinado de Recaredo. 
Fue de carácter provincial, convocado por orden del papa Gregorio Magno, que envió como su legado a España y Francia al abad Ciriaco con la misión de combatir la simonía. 
Estuvo presidido por el obispo metropolitano de Tarragona Asiático, y contó con la presencia de otros once prelados de la provincia eclesiástica, a saber: Ugnas de Barcelona, Simplicio de Urgel, Aquilino de Ausona, Julián de Tortosa, Munio de Calahorra, Galano de Ampurias, Froisclo de Tortosa, Juan de Gerona, Máximo de Zaragoza, Amelio de Lérida e Ilergio de Egara.
Las actas del concilio no fueron incluidas en la Colección canónica Hispana; el conocimiento que de las mismas ha llegado hasta nosotros proviene de su inclusión en el Códice emilianense. 
Según éste, en el concilio se decretaron cuatro cánones relativos a cuestiones de disciplina eclesiástica: se prohibió que el obispo recibiera ofrendas a cambio de la provisión de cargos eclesiásticos o de la administración del crisma, se dispuso la obligatoriedad de que los religiosos ascendiesen en el escalafón eclesiástico gradualmente, sin posibilidad de ser nombrados por el rey o el clero, y se decretó que los que violasen el voto de castidad fuesen excomulgados.